# Доценко Олександр Сергійович

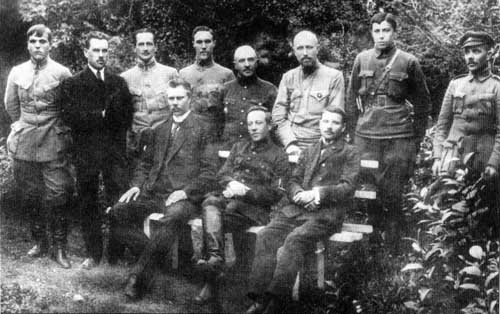
О. Доценко (крайній ліворуч). Директорія 1919 р.

Олекса́ндр Сергі́йович Доце́нко (25 серпня 1897, Полтавська губернія — 1941, Краків, Польща) — військовий діяч, історик визвольних змагань, публіцист, підполковник Армії УНР. У 1919—1922 роках — осавул, ад'ютант головного отамана Симона Петлюри.

## Біографія
Народився на Полтавщині. Навесні 1915-го р. закінчив Сорочинську семінарію, згодом — Віленське військове училище, яке в 1915 р. евакуйоване до Полтави. У складі 107-го піхотного Троїцького полку брав участь у Першій світовій війні. Останнє звання у російській армії — підпоручник.
З 15 грудня 1918 р. — старшина для доручень при Головному Отамані С. Петлюрі. У 1919—1922 рр. — особистий ад'ютант Головного Отамана С. Петлюри.

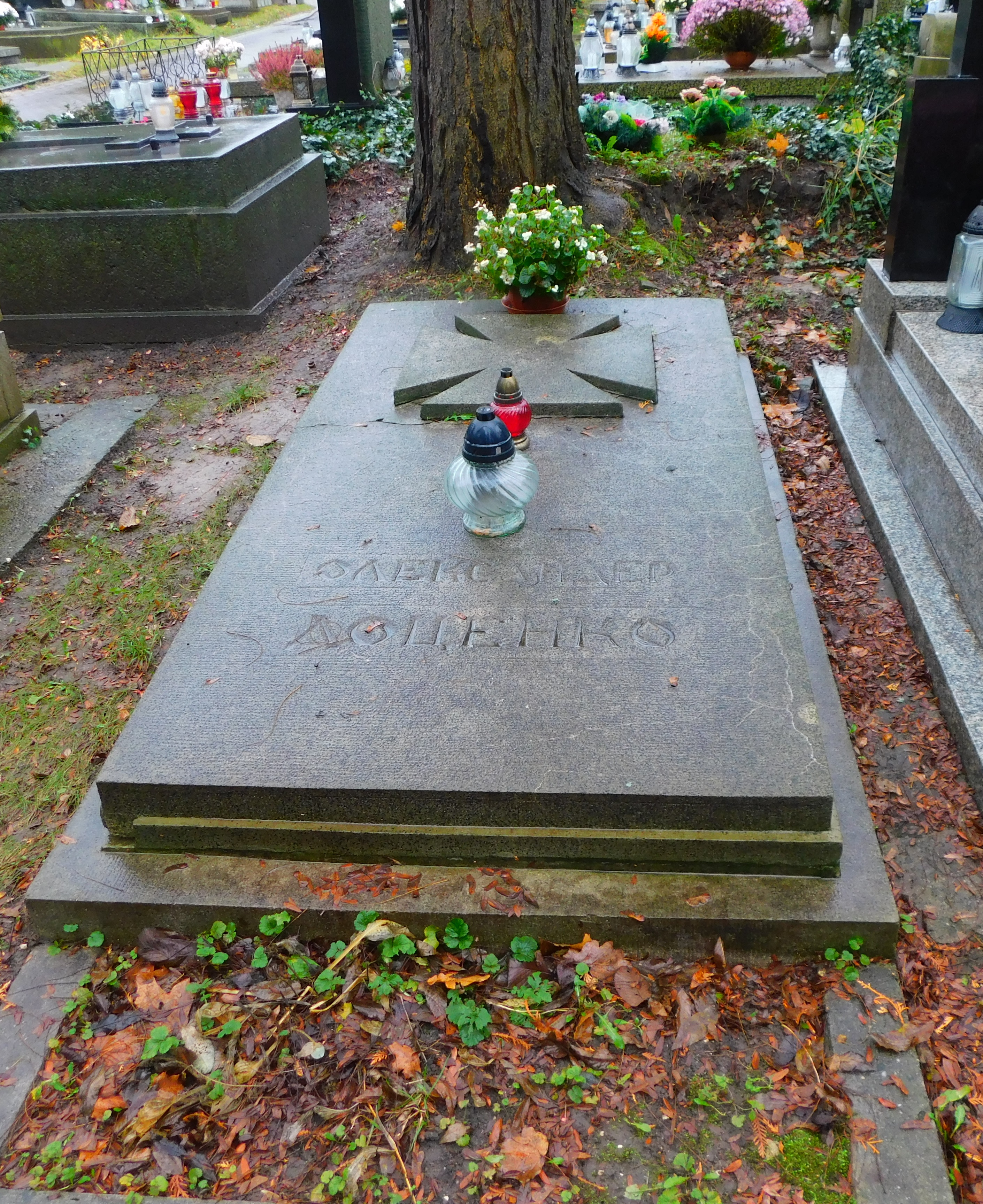
Могила Олександра Доценка, Раковицький цвинтар, Краків. Фото 2023 р.

1923—1924 рр. у Львові видав два томи збірника документів «Літопис української революції», а згодом у Варшаві також книгу «Зимовий похід 6.12.1919— 6.05.1920» (1935). Помер у Кракові, похований на Раковицькому цвинтарі. Поховання зберіглося - поле XXXVІІІ, ряд північний, поховання 2, 50.076132°, 19.954807°;